# SDAX
Lo SDAX (Small-Cap-DAX) è un indice azionario tedesco, attivo dal 21 giugno 1999 alla Deutschen Börse AG.